# ウィーン国立音楽大学
ウィーン国立音楽大学（英語: University of Music and Performing Arts Vienna、公用語表記: ドイツ語: Universität für Musik und darstellende Kunst Wien 直訳すれば「ウィーン音楽・舞台芸術大学」）は、ウィーンに本部を置くオーストリアの音楽大学。1812年創立、1812年大学設置。
音楽と舞台芸術のための総合芸術大学である。中でも、指揮科は世界最高峰といわれ、多数の世界的指揮者を輩出している。

## 専門教育機関としての歴史
ウィーン市には、ウィーン国立音楽大学（ウィーン・フィル系）と二分してきた、ウィーン市立音楽院（ウィーン響系）が存在したが、ウィーン市立音楽院は市の財政難により民間に移行。しかし現在では、ウィーン市立音楽芸術大学となった。
更に、新たな 私立ウィーン音楽院も存在する。
当大学は永い歴史の中で、「ウィーン楽友協会音楽院」、「ウィーン音楽院」、「ウィーン音楽アカデミー」、「ウィーン国立音楽大学」と学校名が改称されてきた。音楽家のプロフィールには以上の各名称がしばしば登場するが、古い音楽家の場合、ほぼ現在の「ウィーン国立音楽大学」のことを指す。
〈大学名称遍歴〉
- 1812 - 1909.     Konservatorium der Gesellschaft der Musikfreunde
- 1909 - 1918.     K.K.Akademie für Musik und darstellende Kunst
- 1918 - 1919.     Akademie für Musik und darstellende Kunst
- 1919 - 1923.     StaatsAkademie für Musik und darstellende Kunst
- 1923 - 1931.     Akademie für Musik und darstellende Kunst sowie
- 1924 - 1931.     FachHochschule für Musik und darstellende Kunst
- 1931 - 1941.     StaatsAkademie für Musik und darstellende Kunst
- 1941 - 1945.     Reichshochschule für Musik Wien
- 1945 - 1970.     Akademie für Musik und darstellende Kunst
- 1970 - 1998.     Hochschule für Musik und darstellende Kunst in Wien
- 1998 - 現在.      Universität für Musik und darstellende Kunst Wien

## 現在の組織・教育体制
「専攻科」には、弦楽器、管楽器、打楽器、ピアノ、声楽、チェンバロ、オルガン、ハープ、古楽器、室内楽、作曲&音楽理論、指揮、器楽伴奏ピアノ、声楽伴奏ピアノ、室内楽ピアノ、ギター、オラトリオ、教会音楽、声楽演技指導などがあり、「選択講座」として、ミュージカル・舞台音楽、音楽教育学、楽器学、呼吸法、音楽療法、ジャズ、ミュージック&サウンド・エンジニアリング、エレクトロ・アコースティック、メディア音楽、コンピューター音楽、電子メディア、現代音楽の為のパーカッション、など設置されている。
中でも、指揮科は世界最高峰といわれ、ワルター、カラヤン、アバド、アーノンクール、メータ、シノーポリ、ヤンソンスほか、多数の世界的指揮者を輩出している。また、その指揮科の附属機関として、ウィーン・プロアルテ管弦楽団があり、ウィーン音大出身の精鋭が団員として指揮者の卵達をサポートしている。

## 主な関連人物
約200年の歴史を誇る名門大学の関連人物を挙げるには困難を極めるが、著名な歴代教師・卒業生を列記した。その中でも、モーツァルト時代に活躍したアントニオ・サリエリが最も古い人物で、創設時絶大な権力を揮った。
あ
- ゴットフリート・フォン・アイネム
- ニコラウス・アーノンクール
- クラウディオ・アバド
- ヨハン・ゲオルク・アルブレヒツベルガー
- フィリップ・アントルモン
- グスタフ・イェナー
- カール・ヴァイグル
- ヨハン・バプティスト・ヴァンハル
- カール・マリア・フォン・ウェーバー
- ワルター・ウェラー
- フランツ・ウェルザー＝メスト
- フーゴー・ヴォルフ
- アルフレート・ウール
- アンリ・ヴュータン
- 内田光子
- カール・エスターライヒャー
- ジョルジェ・エネスク
- ユリウス・エプシュタイン

か
- ヘルベルト・フォン・カラヤン
- ハンス・ガル
- ハンス・クナッパーツブッシュ
- ヴァルター・グマインドル
- フリッツ・クライスラー
- クレメンス・クラウス
- リリー・クラウス
- エルンスト・クルシェネク
- フリードリヒ・グルダ
- フランツ・クレン
- レオポルド・ゴドフスキー
- ヘスス・ロペス＝コボス
- カール・ゴルトマルク
- エーリヒ・ヴォルフガング・コルンゴルト

さ
- ヴォルフガング・サヴァリッシュ
- フランツ・サモヒル
- アントニオ・サリエリ
- オトマール・スウィトナー
- アルノルト・シェーンベルク
- ジャン・シベリウス
- ジュゼッペ・シノーポリ
- フランツ・シューベルト
- ペーター・シュヴァルツ
- フリッツ・シュタインバッハ
- ヨハネス・マリア・シュタウト
- エドゥアルト・シュトイアーマン
- リヒャルト・シュトラウス
- ヨハン・シュトラウス
- フランツ・シュミット
- ペーター・シュミードル
- アルベルト・シュヴァイツァー
- ルートヴィヒ・シュトライヒャー
- アルトゥル・シュナーベル
- フランツ・シュレーカー
- パウル・バドゥラ＝スコダ
- アレクサンドル・スクリャービン
- フランツ・フォン・スッペ
- ハンス・スワロフスキー
- ジーモン・ゼヒター
- ジョージ・セル

た
- エミール・ジャック＝ダルクローズ
- オイゲン・ダルベール
- カール・チェルニー
- アレクサンダー・ツェムリンスキー
- イェルク・デームス
- ジャック・デラコート

な
- ゲンリフ・ネイガウス
- ヴァーツラフ・ノイマン

は
- ベルンハルト・パウムガルトナー
- ヴィルヘルム・バックハウス
- イグナツィ・ヤン・パデレフスキ
- ワルター・バリリ
- バルトーク・ベーラ
- パウル・ヒンデミット
- アダム・フィッシャー
- イヴァン・フィッシャー
- フェルッチョ・ブゾーニ
- ロベルト・フックス
- カール・フリューリング
- アントン・ブルックナー
- ヨハネス・ブラームス
- ルドルフ・ブッフビンダー
- ヴィルヘルム・フルトヴェングラー
- イグナーツ・ブリュル
- アルフレート・プリンツ
- ネルソン・フレイレ
- アルフレート・ブレンデル
- ヨハン・ネポムク・フンメル
- イングリット・ヘブラー
- アルバン・ベルク
- リヒャルト・ホイベルガー
- アルフレート・ボスコフスキー
- ヴィリー・ボスコフスキー

ま
- グスタフ・マーラー
- ヨーゼフ・マルクス
- ユーディ・メニューイン
- ズービン・メータ
- エルッキ・メラルティン

や
- レオシュ・ヤナーチェク
- マリス・ヤンソンス
- ヨーゼフ・ヨアヒム

ら
- ジュリアン・ラクリン
- アレクサンダー・ラハバリ
- ヨーゼフ・ランナー
- ジェルジュ・リゲティ
- フランツ・リスト
- ハンス・リヒター
- ヨハン・ルフィナッチャ
- マックス・レーガー
- テオドール・レシェティツキ
- ロッテ・レーマン
- エドゥアルト・レメーニ
- アルノルト・ロゼ
- ハンス・ロット

わ
- リヒャルト・ワーグナー
- ブルーノ・ワルター

## 入学試験
- 各専攻の実技試験
- ドイツ語による楽典
- ドイツ語による聴音
- ZD合格証明書（ドイツ語基礎統一試験合格証明書）の提出

以上が入試に必要な事項だが、ZD合格証明書に関しては2008年から義務付けられている。音楽能力に優れていても、この証明書が取得できず入学を断念する留学生も少なくない。
ZD（<Zertifikat Deutsch>ドイツ語基礎統一試験 ）とは、国際ドイツ語検定の一種で、日常的なあらゆる場面においてドイツ語で生活できることを証明する語学試験である。文法構造をよく理解し、一般的なテーマの会話に参加できることが求められ、さらに、簡単な状況を口頭かつ文章で表現でき、日常のテーマについての文章を理解できることが必要である。
ZDは世界的に通用し、職業においてもドイツ語の基礎能力を証明するものとして用いられ、また、ドイツ国籍取得の申請の際にもドイツ語の能力証明として認められている。ZDの取得はヨーロッパ評議会の設定しているレベルB1の終了を意味する。また、ZDレベルでは、ドイツやスイス、オーストリアに様々な方言があり、使われる単語にも地域差があることを理解していることも求められている。

## オーストリアの音楽大学・音楽院
国立音楽大学
- ウィーン国立音楽大学（Universität für Musik und darstellende Kunst Wien ウィーン）
- ザルツブルク・モーツァルテウム大学（Universität Mozarteum Salzburg ザルツブルク）
- グラーツ国立音楽大学（Universität für Musik und darstellende Kunst Graz グラーツ）

市立音楽大学
- ウィーン市立音楽芸術大学（ドイツ語版、英語版） (Musik und Kunst Privatuniversität der Stadt Wien ウィーン)[1]（旧ウィーン市立音楽院 Konservatorium Wien）
- アントン・ブルックナー音楽大学（Anton Bruckner Privatuniversität オーバーエスターライヒ州・リンツ）

公立音楽院
- ヨーゼフ・マティアス・ハウアー音楽院（Josef Matthias Hauer　Konservatorium　der Stadt Wiener Neustadt ニーダーエステライヒ州・ヴィーナーノイシュタット）
- フォアアールベルク州立音楽院（Vorarlberger Landeskonservatorium フォアアールベルク州・フェルトキルヒ）
- ヨーゼフ・ハイドン音楽院（Joseph Haydn Konservatorium des Landes Burgenland ブルゲンラント州・アイゼンシュタット）
- ヨハン・ヨーゼフ・フックス音楽院（Johann-Joseph-Fux-Konservatorium des Landes Steiermark シュタイアーマルク州・グラーツ）
- チロル州立音楽院（Tiroler Landeskonservatorium チロル州・インスブルック）
- ケルンテン州立音楽院（Landeskonservatorium Karnten ケルンテン州・クラーゲンフルト）

私立音楽院
- フランツ・シューベルト音楽院（Franz Schubert Konservatorium für Musik und darstellende Kunst ウィーン）
- グスタフ・マーラー音楽院（Gustav Mahler Konservatorium für Musik und Darstellende Kunst ウィーン）
- 私立ウィーン音楽院（ドイツ語版）（Wiener Konservatorium ウィーン）